# ノース海峡 (イギリス)
ノース海峡（ノースかいきょう、英語：North Channel, ゲール語：Sruth na Maoile）は、イギリスにある海峡。
グレートブリテン島とアイルランド島を隔てる海域をアイリッシュ海というが、この海域の北部において海の狭隘部があり、この海峡を指す。イギリスの北アイルランドのラーン港とスコットランドのストランラー港との間で鉄道連絡船が運航されている。